# András Wanié
András Wanié   (Szeged, 23 d'abril de 1911 - Sacramento, 12 de novembre de 1976) va ser un nedador i jugador de waterpolo hongarès que va competir durant les dècades de 1920 i 1930. Era germà del també nedador Rezső Wanié.
El 1928 va prendre part en els Jocs Olímpics d'Amsterdam, on fou quart en la prova dels 4×200 metres lliures del programa de natació. Quatre anys més tard, als Jocs de Los Angeles guanyà la medalla de bronze en els 4×200 metres lliures, formant equip amb András Székely, István Bárány i László Szabados, mentre en els 100 metres lliures quedà eliminat en sèries.
En el seu palmarès també destaquen tres medalles al Campionat d'Europa, d'or el 1931, plata el 1926 i bronze el 1927, sempre en la prova dels 4×200 metres lliures.
Wanié també fou jugador de waterpolo i entre 1940 i 1943 fou l'entrenador de la selecció nacional. El 1943 emigrà als Estats Units, on morí.